# Electrochemistry Communications
Electrochemistry Communications (abgekürzt Electrochem. Commun.) ist eine wissenschaftliche Fachzeitschrift, die monatlich im Peer-Review-Verfahren bei Elsevier erscheint. Die Zeitschrift aus dem Bereich der Elektrochemie erschien erstmals 1999, seit 2019 handelt es sich um eine Open-Access-Zeitschrift. Veröffentlicht werden Beiträge zur grundlegenden Elektrochemie, über Elektrodenreaktionsmechanismen, zur computergestützten und theoretischen Elektrochemie, zur elektrochemischen Oberflächenwissenschaft, über Batterien und Stromquellen, zur Organischen Elektrochemie und zur metallorganischen Elektrochemie sowie zur Bioelektrochemie, Spektroelektrochemie und Sonoelektrochemie. Der Impact Factor der Zeitschrift lag 2023 bei 4,7. Chefredakteure sind Yan-Xia Chen von der Chinesischen Universität für Wissenschaft und Technik und Kenneth Ikechukwu Ozoemena von der Witwatersrand-Universität.